# XXXLutz
XXXLutz är ett internationellt möbelföretag som har mer än 190 varuhus. Dessa finns i Österrike, Tyskland, Tjeckien, Ungern, Kroatien, Sverige, Slovakien och Schweiz. Verksamheten startades 1945 som Lutz Möbel av Gertrude Seifert (född Lutz) i Haag am Hausruck i norra Österrike. Seifert började försiktigt och var fokuserad på att ge personlig service och sälja handmålade rustika möbler samt söta små handmålade dockskåp och spånaskar. I början av 80-talet började företaget expandera i Österrike och södra Tyskland. I städer byggdes nya möbelhus eller så övertogs befintliga möbelföretag.